# West Coast Air
West Coast Air — региональная авиакомпания Канады со штаб-квартирой в городе Ванкувер (Британская Колумбия), выполняющая регулярные и чартерные пассажирские и грузовые перевозки на гидросамолётах de Havilland Canada из центра Ванкувера и Международного аэропорта Ванкувер в Нанаймо, Викторию, Комокс, Саншайн-Кост и Уистлер.
Авиакомпания также организует полёты по популярным туристическим направлениям в провинции Британская Колумбия.

## История
До 2004 года подразделение West Coast Air являлось дочерним предприятием другой канадской авиакомпании Air BC. В 1998 году бывший пилот коммерческих авиалиний Рик Бакстер стал управляющим партнёром компании Air BC, а в 2004 году выкупил подразделение West Coast Air с дальнейшей реорганизацией в независимую авиакомпанию.
В августе 2006 года West Coast Air приобрела другого регионального перевозчика Pacific Wings Airlines, существенно расширив собственную маршрутную сеть за счёт маршрутов поглощённой авиакомпании.
20 апреля 2007 года West Coast Air завершила процедуру слияния с ещё одной авиакомпанией Baxter Aviation, при этом воздушный флот перевозчика вырос на девять самолётов de Havilland Canada DHC-2 Beaver, а штат сотрудников увеличился до 150 человек.

## Маршрутная сеть

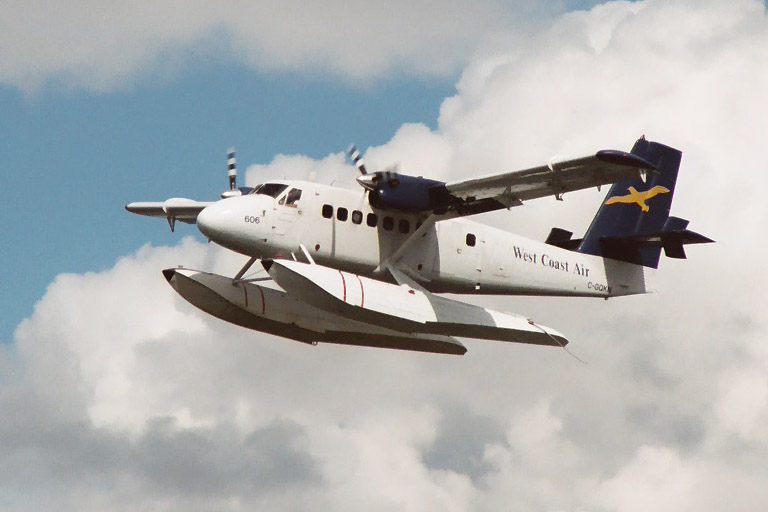
De Havilland Canada DHC-6 Twin Otter авиакомпании West Coast Air

В феврале 2010 года маршрутная сеть авиакомпании состояла из следующих пунктов назначения::
- Комокс
- Джервис-Инлет
- Нанаймо — гидроаэропорт Нанаймо-Харбор
- Сичлет
- Ванкувер — гидроаэропорт Ванкувер-Харбор
- Ричмонд — Международный гидроаэропорт Ванкувера
- Виктория — Аэропорт Виктория Иннер-Харбор
- Гидроаэропорт Уистлер/Грин-Лейк (ежегодно с мая по сентябрь)

## Флот

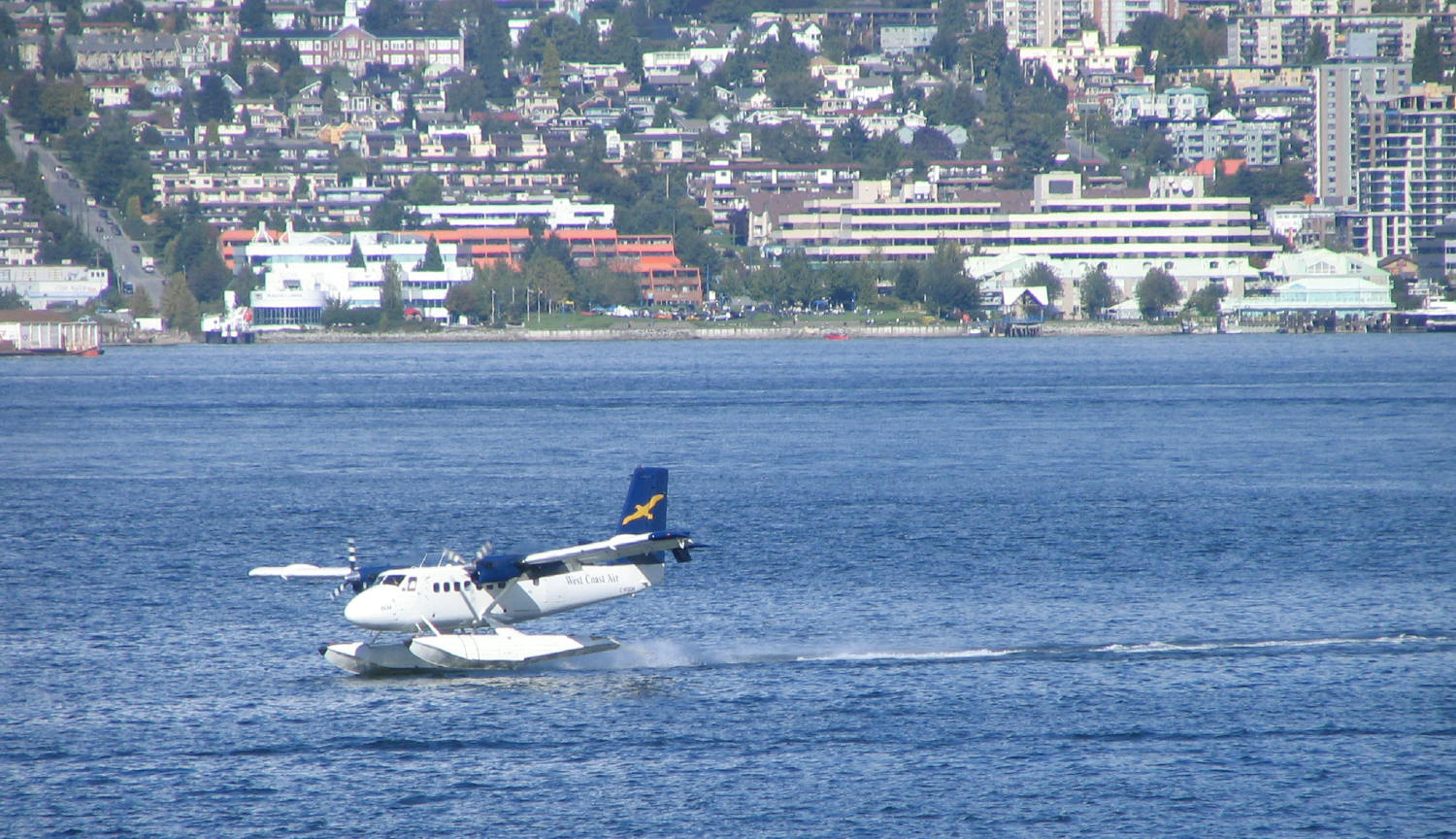
Гидросамолёт West Coast Air выполняет посадку в Ванкувере

По состоянию на 30 ноября 2009 года воздушный флот авиакомпании West Coast Air состоял из 17 гидросамолётов:

## Авиапроисшествия и несчастные случаи
- 1 ноября 2000 года. При взлёте из Ванкувера на высоте от 15 до 30 метров у самолёта de Havilland Canada DHC-6 Twin Otter на 25 секунд выключился второй двигатель. Несмотря на достаточную для продолжения полёта скорость, гидросамолёт ушёл носом и правым крылом вниз и упал на воду. На борту находилось два пилота и 15 пассажиров, все были благополучно эвакуированы спасательной бригадой. Расследовавшая инцидент канадская Комиссия по безопасности на транспорте пришла к выводу, что «…поскольку большинство чартерных и местных авиакомпаний используют для подготовки пилотов собственные самолёты вместо отдельных тренажёров, большинство связанных с высокими рисками ситуаций может быть смоделировано только на практических занятиях и в результате обсуждения в классах». Руководство авиакомпании после данного инцидента сделало соответствующие выводы и пересмотрело собственные учебно-тренировочные программы в сторону повышенного внимания к ситуациям, связанным с потерей мощности двигателей самолётов при движении на малых высотах и с низкой скоростью полёта[5][6].